# The Greatest Canadian
The Greatest Canadian foi uma série de programas exibidos pela CBC em 2004 para determinar quem foi o canadense mais valioso da história, nele 10 canadenses estavam candidatados (diferente das demais versões, que foram escolhidos 100, 200 nacionalizados). O projeto foi inspirado por 100 Greatest Britons do canal britânico BBC. A primeira parte ocorreu no dia 17 de outubro de 2004, nele foi revelado os candidatos por ordem alfabética. E no dia 29 de novembro de 2004 foram anunciados por votos.

## Top 10
| Posição | Imagem | Nome                  | Cargo/Profissão             |
| ------- | ------ | --------------------- | --------------------------- |
| 10      |        | Wayne Gretzky         | Jogador de hóquei no gelo   |
| 9       |        | Alexander Graham Bell | Inventor e cientista        |
| 8       |        | John A. Macdonald     | Ministro                    |
| 7       |        | Don Cherry            | Treinador de hóquei no gelo |
| 6       |        | Lester B. Pearson     | Ministro                    |
| 5       |        | David Suzuki          | Ambientalista               |
| 4       |        | Frederick Banting     | Cientista e médico          |
| 3       |        | Pierre Trudeau        | Ministro                    |
| 2       |        | Terry Fox             | Atleta e ativista           |
| 1       |        | Tommy Douglas         | Ministro e político         |